# Smida Ungurenilor
Smida Ungurenilor – wieś w Rumunii, w okręgu Suczawa, w gminie Fundu Moldovei. W 2011 roku liczyła 74 mieszkańców.